# Distrito electoral de Hunter (condado de Wayne, Nebraska)
Hunter (en inglés: Hunter Precinct) es un distrito electoral ubicado en el condado de Wayne en el estado estadounidense de Nebraska. En el Censo de 2010 tenía una población de 3645 habitantes y una densidad poblacional de 39,21 personas por km².

## Geografía
Hunter se encuentra ubicado en las coordenadas 42°12′49″N 96°58′7″O / 42.21361, -96.96861. Según la Oficina del Censo de los Estados Unidos, Hunter tiene una superficie total de 92.95 km², de la cual 92.82 km² corresponden a tierra firme y (0.15%) 0.14 km² es agua.

## Demografía
Según el censo de 2010, había 3645 personas residiendo en Hunter. La densidad de población era de 39,21 hab./km². De los 3645 habitantes, Hunter estaba compuesto por el 92.89% blancos, el 2.5% eran afroamericanos, el 0.41% eran amerindios, el 0.66% eran asiáticos, el 0.3% eran isleños del Pacífico, el 1.98% eran de otras razas y el 1.26% pertenecían a dos o más razas. Del total de la población el 5.05% eran hispanos o latinos de cualquier raza.